# Lindholmiola spectabilis
Lindholmiola spectabilis is een slakkensoort uit de familie van de Helicodontidae. De soort is endemisch in Griekenland.
De wetenschappelijke naam Lindholmiola spectabilis is voor het eerst geldig gepubliceerd in 1960 door Urbanski.